# Sodnik (hokej na ledu)
Sodnik je oseba, ki je odgovorna za spoštovanje pravil in vzdrževanje reda na hokejski tekmi. 
V hokeju spadajo med sodnike:
- glavni sodnik
- dva linijska sodnika
- dva sodnika za vrati
- zapisnikar (z enim ali dvema pomočnikoma)
- časomerilec
- napovedovalec
- dva sodnika na kazenski klopi
- razsodnik za videoposnetke (videosodnik)

Vsi glavni in linijski sodniki morajo biti oblečeni v črne hlače ter uradni jopič z navpičnimi črnimi in belimi črtami. Glavni sodnik mora na zgornjem delu rokavov jopiča nositi rdeče rokavčke, široke 8 cm (le če so trije sodniki). Vsi sodniki na ledu morajo nositi drsalke in črno hokejsko čelado z vizirjem. Opremljeni morajo biti z odgovarjajočo piščalko in kovinskim tračnim metrom, dolgim najmanj 2 m.
Naloga sodnika za črte (linijski sodnik) je predvsem dosojanje prekrškov, ki zadevajo črte (prepovedani položaj (t. i. offside), prepovedani dolgi strel (icing)), izvajajo večino začetnih metov in pomagajo glavnemu sodniku voditi tekmo.
Za vsakimi vrati je po en sodnik. Sodnika za vrati med tekmo ne smeta menjati strani, oblečena pa morata biti v sodniška jopiča. Na
tekmovanjih pod okriljem Mednarodne hokejske zveze mora imeti drugačno državljanstvo kot moštvi na ledu. Sodnika za vrati odločata le o tem, ali je ploščica med obema vratnicama pravilno v celoti prešla črto vrat. Če je tako, ustrezno signalizirata glavnemu sodniku. To storita s pritiskom na gumb, ki prižge rdečo luč za golom, v katerem je končal plošček. Ob spornih zadetkih končno odloči glavni sodnik. Pred tem se lahko posvetuje s sodnikom za vrati ali linijskima sodnikoma.
Sistem razsodnika videoposnetkov se lahko uporabi na zahtevo glavnega sodnika ali razsodnika videoposnetkov. Video podporo lahko uporabi le glavni sodnik. Razsojanje na podlagi videoposnetka ali videopodpore terjajo sledeče situacije:
- Plošček je prečkala črto gola
- Plošček je prečkal črto gola, preden je bil ta premaknjen
- Plošček je prečkal črto gola pred iztekom igralnega časa ali po njem
- Plošček je bil preusmerjen z roko ali brcnjen v gol
- Plošček se je od sodnika odbil v gol
- Napadalec je udaril plošček nad višino prečke in ga odbil v gol
- Določitev točnega časa igre se mora ves čas videti na monitorju razsodnika